# Cv Imperial Marinheiro (V-15)
O Cv Imperial Marinheiro (V-15) foi um navio do tipo corveta da Marinha do Brasil, Classe Imperial Marinheiro. As Corvetas classe Imperial Marinheiro foram idealizadas e ordenadas pelo Almirante de esquadra Renato de Almeida Guillobel, quando Ministro da Marinha, para atuarem como guarda-costas, rebocadores, mineiros e varredores.

## Construção
A corveta Imperial Marinheiro foi construído pelo estaleiro C.C. Sheepsbower & Gashonder Bedriff Jonker & Stans, em Rotterdam.
Faz parte de um lote de dez unidades construídas na Holanda para a Marinha Brasileira. Desta flotilha permanecem ativos o Cv Caboclo (V-19) e o Cv Imperial Marinheiro (V-15), exercendo as funções de navio-patrulha e rebocador.
- Batimento de Quilha: 26 de outubro de 1953
- Lançamento: 19 de novembro de 1954
- Incorporação: 18 de junho de 1955

## Origem do nome
O nome é uma homenagem aos marinheiros brasileiros. É o terceiro navio na Marinha do Brasil a utilizar este nome, o primeiro foi a Corveta Imperial Marinheiro (1850) e o segundo foi o Cruzador Imperial Marinheiro (1882).